# Hemisotoma tribasiosetis
Hemisotoma tribasiosetis är en urinsektsart som först beskrevs av Potapov och Sophya K. Stebaeva 1999.  Hemisotoma tribasiosetis ingår i släktet Hemisotoma och familjen Isotomidae. Inga underarter finns listade i Catalogue of Life.